# 프리드리히 아우구스트 폰 알베르티

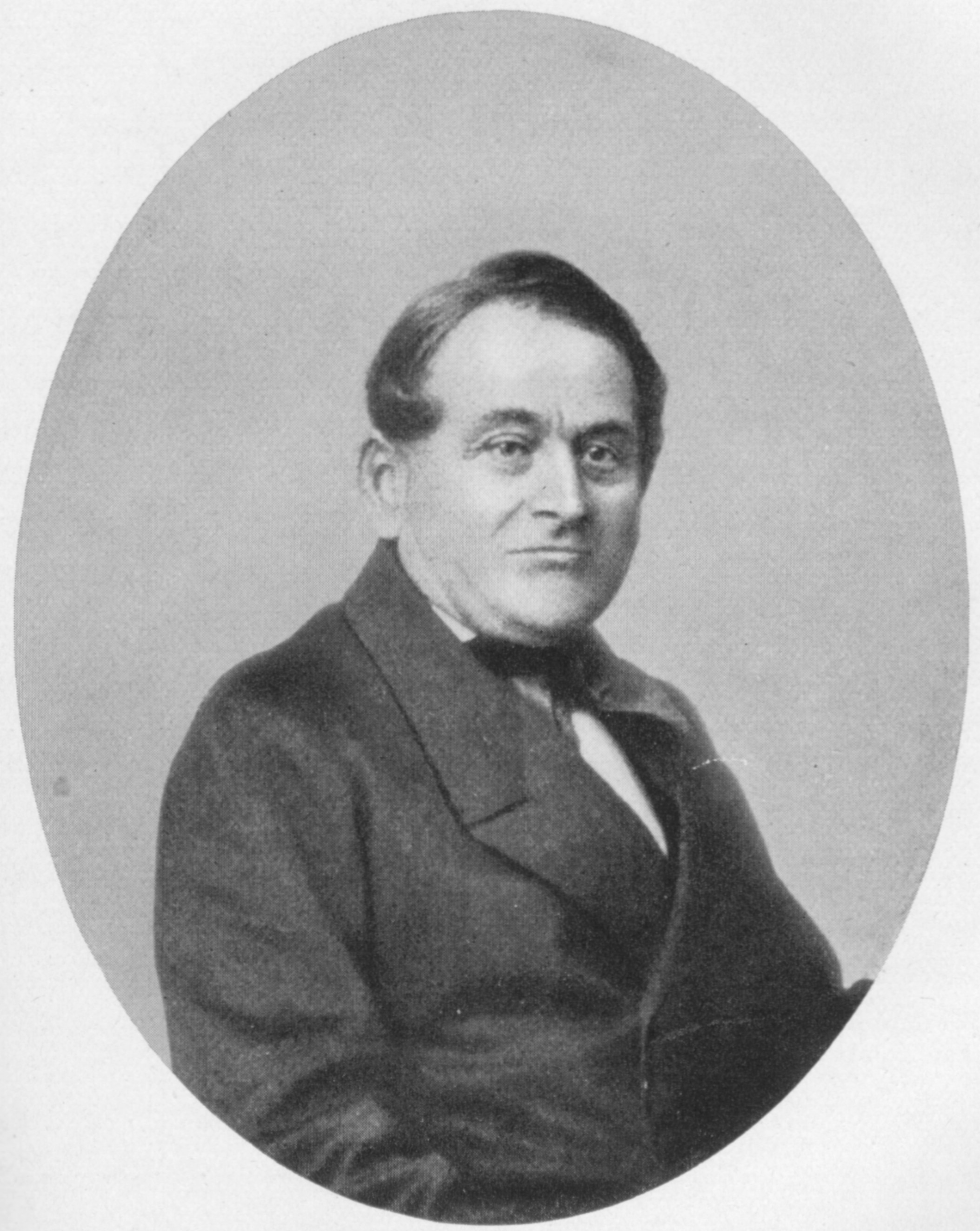

프리드리히 아우구스트 폰 알베르티(Friedrich August von Alberti, 1795년 9월 4일 ~ 1878년 9월 12일)는 독일의 지질학자이다.
1824년에 지층이 크게 세 가지로 구분되는 것을 기준으로 '트라이아스기'라는 이름을 처음으로 붙였다.